# Antiker Panhellenismus
Der antike Panhellenismus war eine politische Idee im alten Griechenland, basierend auf abstrakten Konzepten wie Kultur und Bildung.

## Die politische Idee
Von der archaischen Zeit bis in die Spätantike (ca. 700 v. Chr. bis 600 n. Chr.) war das Siedlungsgebiet der Griechen von einer Polisstruktur geprägt, also kleineren Staatsverbänden mit städtischem Siedlungskern, welche der Selbstverwaltung unterlagen. Die politische Idee des Panhellenismus trat im Kontrast zu dieser Struktur für eine Einigung der griechischen Stadtstaaten ein. Panhellenismus – alle Griechen umfassend – darf dabei nicht als das Vorhaben missverstanden werden, die einzelnen Stadtstaaten in einem großen Einzelstaat aufgehen zu lassen, sondern vielmehr als Bündnis, basierend auf der kulturellen Gemeinschaft, um in erster Linie außenpolitische Stärke zu erlangen und somit den Frieden zu wahren. Dabei stand diese Idee an sich in einem Widerspruch zur damaligen politischen Realität. So wurden unter anderem Bündnisse mit „Barbaren“ eingegangen, um der eigenen Polis zu einem Machtzuwachs zu verhelfen.

## Ursprung
Ein mindestens loses Zusammengehörigkeitsgefühl, existierte der griechischen Literatur nach, in allen Epochen, von der Archaik bis zur römischen Kaiserzeit. Spätestens seit Mitte des 6. Jahrhunderts kann dabei mal mehr mal weniger von einer gemeinsamen griechischen Identität gesprochen werden. Wie im Abschnitt Formen und Wandel noch zu erläutern, durchlief die Idee des Panhellenismus einige Veränderungen. Ihren Ursprüngen folgend, schien sie in der archaischen Zeit gegenüber den subhellenischen Stammesidentitäten jedoch eine recht untergeordnete Rolle zu spielen. Erst mit den Perserkriegen festigte sich die griechische Identität, die sich in erster Linie auf kulturelle Gemeinsamkeiten der einzelnen Stammesidentitäten stützte. Diese so gefundene Identität, bildete die Grundlage des Panhellenismus im 4. und 5. Jahrhundert. In seinen Anfängen ist der Panhellenismus ein eher intellektuelles Phänomen und hat sich lediglich auf kultureller Ebene, wie in der Literatur vollzogen.

## Wandel
Ab dem 5. Jahrhundert wurde so der Panhellenismus zu einem politischen Programm. Ihren Höhepunkt erreichte diese Idee jedoch im 4. Jahrhundert. Als Initialzündung gelten dabei die Perserkriege (490 bis 479 v. Chr.). Vor allem in der Retrospektive treibt die Erinnerung an sie die planhellenische Idee immer wieder voran, da sie häufig mit dem Leitmotiv eines Rachefeldzuges gegen die Perser verknüpft ist. Zwischen 479 und 431 v. chr. rückt die Idee jedoch wieder ein wenig in den Hintergrund und das Polisideal stand wieder mehr Vordergrund, in einer Zeit in der die Identitätsfrage ein zentrales Anliegen und ein politisches Instrument wurde. Während und nach Ende des Peloponnesischen Krieges (431 bis 404 v. Chr.), rückte die panhellenische Idee dann wieder in den Vordergrund, jedoch in abgemilderter Form. Im Fokus stand nun statt einer hegemonialen Macht, mehr die Freiheit und Autonomie der Poleis. Panhellenisch sollte hier in erster Linie eine gemeinsame Abstimmung in der Außenpolitik gegenüber den Persern sein. Auch im 3. Jahrhundert, war die Idee weiterhin präsent, wurde jedoch sowohl von Philipp II., als auch von seinem Sohn, Alexander dem Großen, mehr als Rechtfertigung von Eroberungspolitischen Ambitionen instrumentalisiert. Nach Alexander wurde die Planhellenische Idee zu einem Eponym für die Epoche des Hellenismus.

## Formen
Zu den beiden bekanntesten Vertretern des Panhellenismus gehören Isokrates und Demosthenes, die auch die beiden explizitesten Ausführungen zu dieser Idee verfasst haben. Dabei machte sich Demosthenes für einen gemeinsamen Feldzug gegen den Makedonenkönig Phillip II. stark und Isokrates warb für einen panhellenischen Krieg gegen den Perserkönig unter der Führung Phillips. Der Ansatz von Letzterem sollte dabei lange Gültigkeit haben. Wie auch die Instrumentalisierung zur Legitimation von Eroberungskriegen bei Phillip II. oder Alexander zeigt, war die panhellenische Idee immer offen für Interpretationsspielraum. Dieser Umstand erklärt sich vor allem daraus, dass die Idee nicht an einen institutionalisierten griechischen Staat geknüpft waren, sondern an abstrakte Konzepte, wie Kultur, Bildung oder Narrative gemeinsamer Vergangenheit, Gegenwart und Zukunft.